# Chržín
Chržín település Csehországban, a Kladnói járásban. Chržín Ledčice, Mnetěš, Uhy, Sazená, Černuc, Velvary és Loucká településekkel határos. Lakosainak száma 318 fő (2024. január 1.).

## Népesség
A település lakosságának változását az alábbi diagram mutatja:
| Lakosok száma | 786  | 737  | 727  | 505  | 283  | 214  | 247  | 248  | 287  | 318  |
|               | 1869 | 1890 | 1921 | 1950 | 1980 | 2001 | 2017 | 2019 | 2022 | 2024 |